# Kurgán de Melgunov
El kurgán de Melgunov (en ucraniano: Мельгунівський курган), también conocido como kurgán fundido, es uno de los kurganes más antiguos de los escitas situado cerca del pueblo de Kopani, óblast de Kirovogrado (Ucrania). El lugar se considera un kurgán real de la segunda mitad del siglo VII d. C.

## Historia
El kurgán fue excavado en septiembre de 1763 cerca del pueblo de Kopani. El trabajo se llevó a cabo siguiendo las instrucciones de Aleksandr Melgunov, futuro gobernador general de la gobernación de Nueva Rusia, que llevó personalmente el tesoro como regalo a Catalina II. También fue estudiado por Vladímir Yastrebov en 1892 y Ninel Boki en 1990. En 2019, las excavaciones se llevaron a cabo bajo la dirección de Y. Boltrik y se estableció que el montículo fue construido a finales del siglo VII d. C. y sufrió cambios en el siglo IX d. C.
El monumento tiene una importancia extraordinaria, ya que es el único túmulo real escita conocido de aquella época en la costa norte del mar Negro. La mayoría de los investigadores creen que la historia de la investigación arqueológica en Ucrania comienza con la excavación de este kurgán. En 2020, se completó la restauración del terraplén del kurgán y se instaló un letrero conmemorativo.

## Yacimiento
La información sobre las excavaciones está fragmentada y es contradictoria. La altura del kurgán es de unos 10,5 m, el montículo estaba formado por tierra de escoria quemada, en la que se encontraron restos de metales fundidos, huesos quemados, piedras, tierra y arcilla mezclada con carbones. El uso del fuego formaba parte del rito funerario. En lo alto del kurgán hay una mujer tallada en piedra.
En el montículo se encontraron varios adornos de oro y espadas, que se conservan en el Hermitage de San Petersburgo y en el Museo Histórico de Járkov (la mayoría de los objetos del museo se perdieron durante un bombardeo en 1941). A una profundidad de 2 m, debajo de las losas de piedra, se encontró un acinaz de hierro con mango forrado en oro y una vaina de madera cubierta con una placa de oro (decorado con imágenes de animales fantásticos en estilo protoasiático), una diadema de oro, detalles de plata de un taburete de palacio asirio, 17 planchas de oro macizo con la imagen de un águila con presillas en la parte posterior, una placa con imágenes de monos y pájaros, un broche de bronce con cabezas de león en los extremos, 40 puntas de flecha de bronce y otros. Todas la joyas y armas eran de estilo escita-urartiano y no tenían rastros de fuego.
Muchos arqueólogos teorizan que se trata del entierro de un rico líder guerrero, posiblemente un participante en las campañas escitas en Asia occidental.